# Bomberman Blitz
Bomberman Blitz est un jeu vidéo d'action et de labyrinthe développé et édité par Hudson Soft, sorti en 2009 sur DSiWare.

## Accueil
- Nintendo Life : 7/10[1]